# جوني غروث
جوني غروث (بالإنجليزية: Johnny Groth)‏ هو لاعب كرة قاعدة أمريكي، ولد في 23 يوليو 1926 في شيكاغو في الولايات المتحدة.

## وصلات خارجية
- جوني غروث على موقع دوري كرة القاعدة الرئيسي (الإنجليزية)
- جوني غروث على موقعبيزبول رفرنس.كوم (الدوري الرئيسي) (الإنجليزية)
- جوني غروث على موقعبيزبول رفرنس.كوم (الدوري الثانوي) (الإنجليزية)